# Унценберг
Унценберг (њем. Unzenberg) општина је у њемачкој савезној држави Рајна-Палатинат. Једно је од 134 општинска средишта округа Рајн-Хунсрик. Према процјени из 2010. у општини је живјело 429 становника. Посједује регионалну шифру (AGS) 7140154.

## Географски и демографски подаци
Унценберг се налази у савезној држави Рајна-Палатинат у округу Рајн-Хунсрик. Општина се налази на надморској висини од 348 метара. Површина општине износи 5,5 km². У самом мјесту је, према процјени из 2010. године, живјело 429 становника. Просјечна густина становништва износи 78 становника/km².